# 方翥
方翥（1110年—1175年），字次云，莆阳西天尾镇溪白村杜塘（今福建省莆田市）人。
北宋政和元年（1111年）生。方仁杰十一世孙，祖父方子容是方峻第四子。生父方仑。方翥於宋高宗绍兴八年（1138年）黄公度榜進士第五人，同榜有陈俊卿、龚茂良等，調闽清县尉，不到一年便辭官歸里，閉門讀書，与林光朝在鄉授徒。紹興三十二年，召爲祕書省正字。孝宗隆興元年（1163年）罷官，因曾官至正字，有“方正字”之别称。淳熙二年（1175年）卒。著有《麟台诗集》三十卷。